# Spelocteniza ashmolei
Spelocteniza ashmolei is een spinnensoort uit de familie Microstigmatidae. De soort komt voor in Ecuador.